# Helmut Geiger (Politiker, 1928)
Helmut Geiger (* 12. Juni 1928 in Nürnberg; † 11. Januar 2020 in Berlin) war ein deutscher Volkswirt und Politiker (CSU). Er war von 1972 bis 1993 Präsident des Deutschen Sparkassen- und Giroverbandes. Ferner war er führender Mitbegründer, Präsident (1985–1999) und lebenslanger Förderer der von Mildred Scheel geschaffenen Deutschen Krebshilfe.

## Leben und Beruf

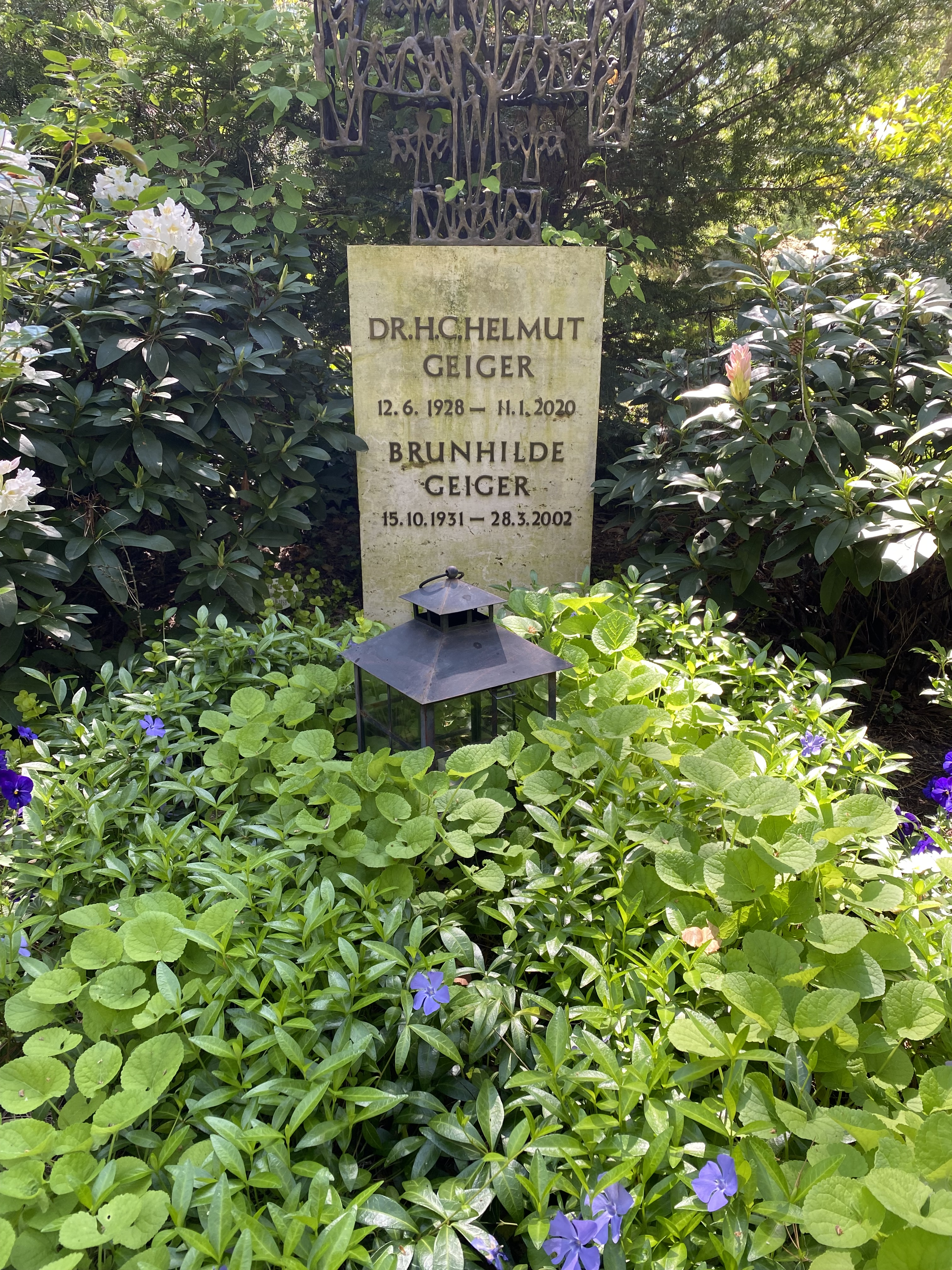
Grabstätte auf dem Waldfriedhof Zehlendorf

Nach dem Schulbesuch wurde Geiger 1944/45 als Luftwaffenhelfer im Zweiten Weltkrieg eingesetzt. Zuletzt geriet er in französische Gefangenschaft, aus der er 1948 entlassen wurde. Er nahm 1949 ein Studium der Rechtswissenschaft und Volkswirtschaft an der Friedrich-Alexander-Universität Erlangen und an der FU Berlin auf, das er 1954 mit der Prüfung zum Diplom-Volkswirt beendete. Anschließend arbeitete er als wissenschaftlicher Assistent der CDU/CSU-Bundestagsfraktion und als Anwaltsassistent in Bonn.
Geiger fungierte von 1959 bis 1966 als Geschäftsführer der Geschäftsstelle der Landesbausparkassen beim Deutschen Sparkassen- und Giroverband (DSGV). Er war seit 1965 Geschäfts- bzw. Hauptgeschäftsführer und dann von 1972 bis 1993 erster hauptamtlicher Präsident des Deutschen Sparkassen- und Giroverbandes (DSGV). 1970 wurde er Verwaltungsrat der Deutschen Girozentrale, dessen Vorsitzender von 1972 bis 1993. Von 1985 bis 1987 war er zudem Präsident der Europäischen Sparkassenvereinigung (ESV) und engagierte sich für die Einbindung der Staatssparkassen in Polen, Ungarn, Tschechien und der Slowakei. Von 1978 bis 1984 hatte er die Präsidentschaft des Weltinstitutes der Sparkassen inne.
Von 1993 bis 1998 war er erster Vorstandsvorsitzender der neugegründeten Sparkassenstiftung für internationale Kooperation in Bonn. Von 1988 bis 1994 war er Mitglied des Aufsichtsrates und Beirates von Giesecke+Devrient. Seit 1982 engagierte er sich in der Ludwig-Erhard-Stiftung und war von 1987 bis 1999 Mitglied des Vorstandes.
Helmut Geiger wurde auf dem Waldfriedhof Zehlendorf (Feld 051-293) beigesetzt.

## Politik
Geiger war seit 1949 Mitglied der CSU. Er hatte sich der Jungen Union (JU) angeschlossen und wurde 1956 zum Bezirksvorsitzender der JU Oberfranken gewählt. 1963 wurde er Vizepräsident der Atlantischen Vereinigung Junger Politiker.
Geiger gehörte dem Deutschen Bundestag vom 8. Juni 1965, als er für den verstorbenen Abgeordneten Georg Lang nachrückte, bis zum Ende der Wahlperiode (1965) an. Er war über die Landesliste Bayern ins Parlament eingezogen.

## Wirken
Helmut Geigers soziales Engagement gehörte in den letzten vier Jahrzehnten vorrangig der Bekämpfung der Volkskrankheit Krebs in allen ihren Formen. Besonders geschätzt wurde von den Krebsorganisationen seine Vermittlung von Spenden für die Forschung. Seit 1974 war er Vorstandsmitglied und als Nachfolger von Mildred Scheel ab 1985 Präsident der Deutschen Krebshilfe. Dieses Amt übergab er 1999 an Dagmar Schipanski. Seither engagierte sich Geiger weiter für die gemeinnützige Hilfsorganisation. Er gehörte bereits zu den sieben Gründungsmitgliedern und ersten finanziellen Förderern der Krebshilfe. Ab 2015 war er Ehrenpräsident der Stiftung Deutsche Krebshilfe in Bonn.
Auch für die Stiftung Kleine Füchse in Wiesbaden war Helmut Geiger als Stiftungsratsvorsitzender von 2003 bis 2011 aktiv und blieb danach Ehrenmitglied des Stiftungsrats.
Geiger engagierte sich als römisch-katholischer Christ für zahlreiche Sozialprojekte im Heiligen Land und war Mitglied des Deutschen Vereins vom Heiligen Lande.
Geiger engagierte sich als römisch-katholischer Christ für zahlreiche Sozialprojekte im Heiligen Land. 1986 wurde er von Kardinal-Großmeister Maximilien de Fürstenberg zum Ritter des Ritterordens vom Heiligen Grab zu Jerusalem ernannt und am 10. Mai 1986 durch Bischof Franz Hengsbach, Großprior der deutschen Statthalterei, im Salzburger Dom in den Päpstlichen Orden investiert. Zuletzt war er Komtur des Laienordens. Er war Mitglied des Deutschen Vereins vom Heiligen Lande.

## Ehrungen und Auszeichnungen
- Aufnahme in den Ritterorden vom Heiligen Grab zu Jerusalem
- 1992 erhielt er das Große Silberne Ehrenzeichen mit dem Stern für Verdienste um die Republik Österreich[7].
- 1993 ehrte ihn der damalige Bundespräsident Richard von Weizsäcker mit dem Großen Verdienstkreuz mit Stern und Schulterband des Verdienstordens der Bundesrepublik Deutschland für sein Engagement.
- 1994 zeichnete die Bundesärztekammer Geiger mit dem Ehrenzeichen der deutschen Ärzteschaft aus.
- Papst Johannes Paul II. würdigte den vielfältigen Einsatz als Präsident der Deutschen Krebshilfe 1997 mit der Ernennung zum Komtur-Ritter des Gregoriusordens.
- 2001: Mechtild-Harf-Wissenschaftspreis der Deutschen Knochenmarkspenderdatei DKMS[8]
- Ehrendoktorwürde der wirtschafts- und sozialwissenschaftlichen Fakultät der Universität zu Köln

## Weblink
- Literatur von und über Helmut Geiger im Katalog der Deutschen Nationalbibliothek